# 欧洲城市组织
欧洲城市组织（Eurocities）成立于1986年，创始成员是以下6个大城市：
- 西班牙 巴塞罗那
- 英国 伯明翰
- 德国 法兰克福
- 法国 里昂
- 意大利 米兰
- 荷兰 鹿特丹

到2007年，该组织已经包括30个国家超过130个城市。
该组织的宗旨是欧洲主要城市通过联合而受益。部分目的则是构建一个政治平台，作为欧盟成员国对话的管道。
该组织对欧洲任何25万人口以上的城市开放。欧盟城市成为正式会员，其它欧洲城市则成为准会员。